# Prostanthera

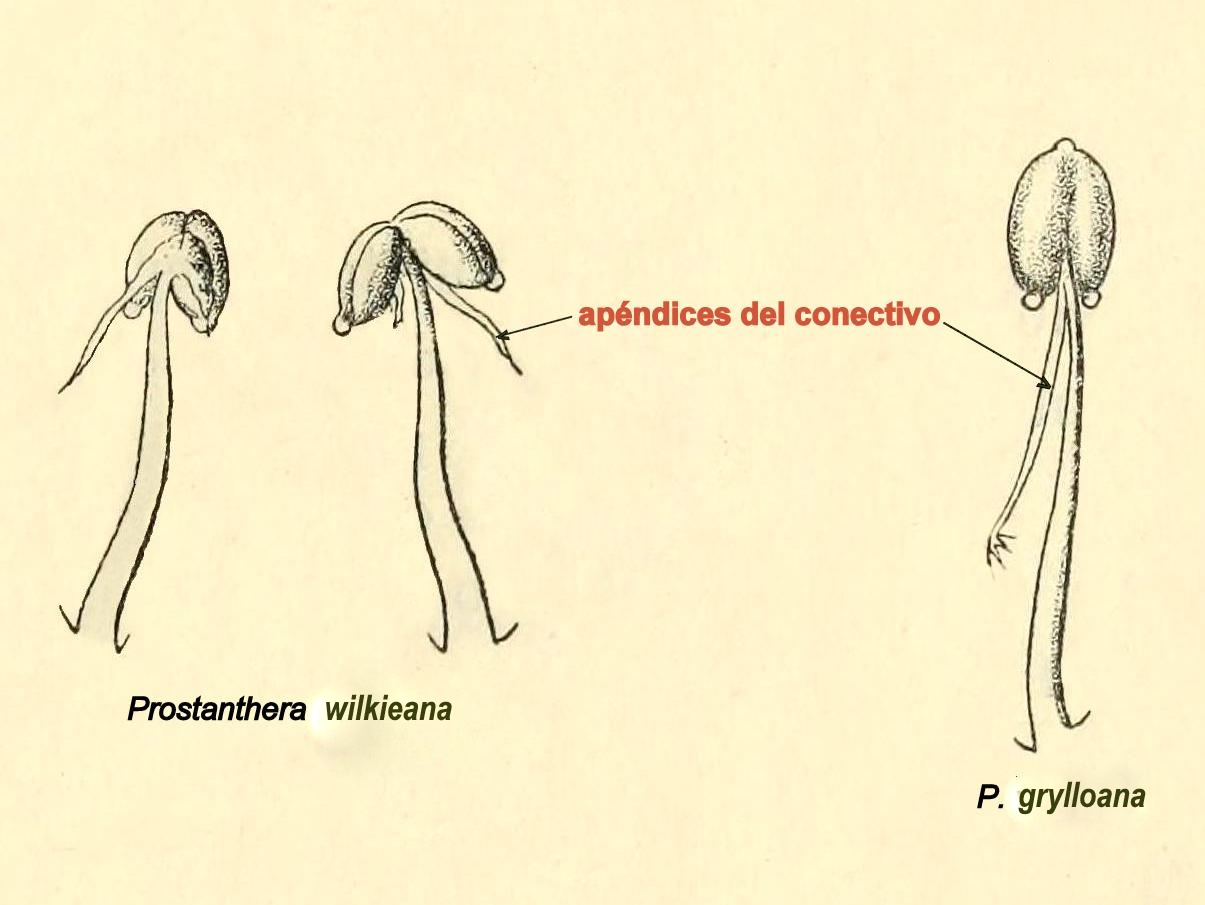
Ejemplo de apéndices del conectivo característicos en 2 especies de Prostanthera: P. wilkiena y P. grylloana.

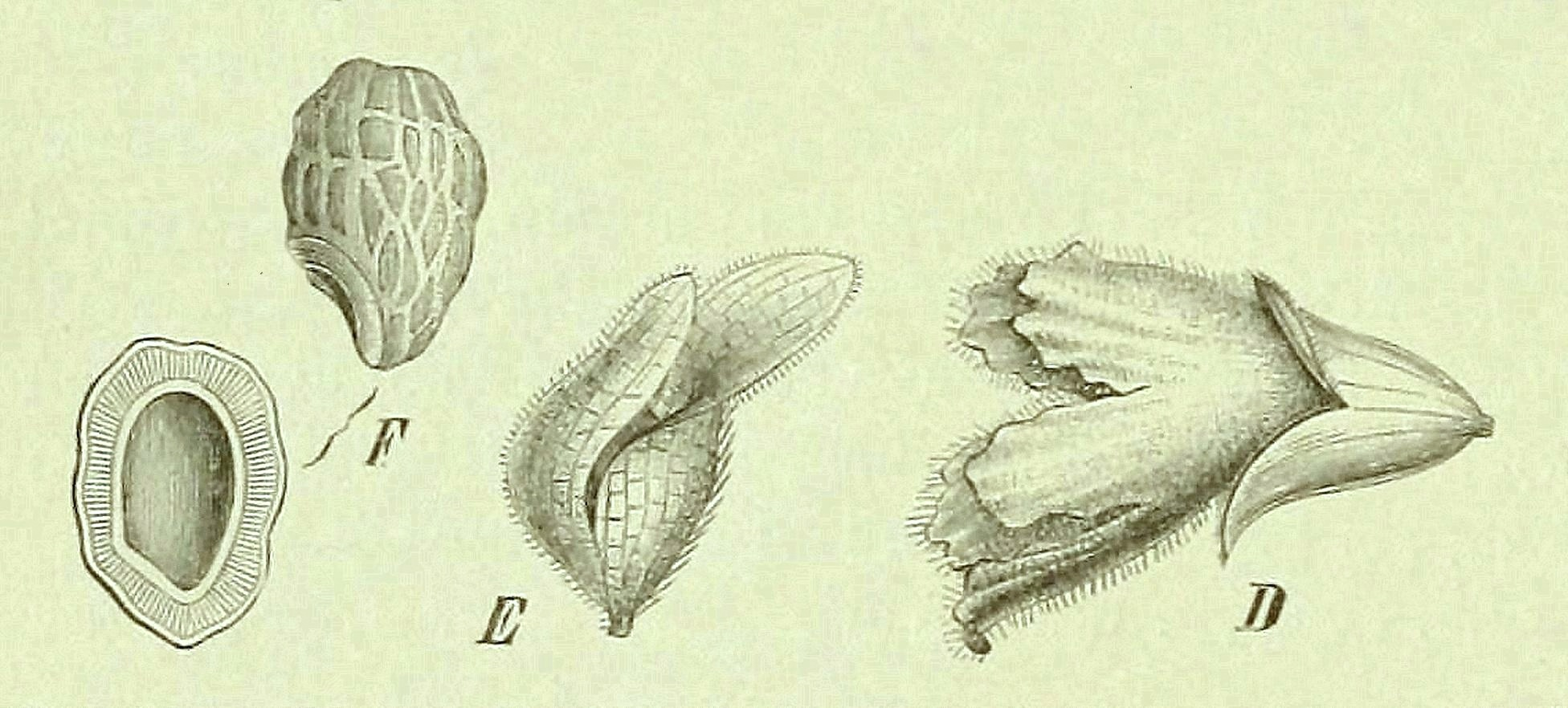
Un ejemplo del género: Prostanthera lasianthos; D: flor entera, con cáliz y corola, E: cáliz bilabiado persistente en la fructificación con el labio inferior reflejo hacia arriba y encerrando el fruto, F: mericarpo reticulado y corte longitudinal.

Prostanthera es un género con 97 especies aceptadas (algunas recientemente descubiertas y reseñadas), de las 122 descritas, de plantas con flores, generalmente arbustivas y muy aromáticas, perteneciente a la familia Lamiaceae. Se conocen habitualmente, por su fragancia agradable, bajo el nombre de mata-menta o arbusto-menta (mint-bush en inglés), generalmente acompañado de un calificativo según la especie.

## Descripción
Se trata de matas arbustivas, incluso y más raramente, pequeños árboles de hasta unos 6 metros de altura, siempre verdes, abundantemente ramificados con las ramas de sección más o menos rondeada –excepto las ramitas distales que son habitualmente cuadrangulares– y con hojas opuestas o ternadas y decusadas, generalmente pequeñas, sin estípulas, de bordes enteros o dentados/lobados, con pelos glandulares y usualmente muy aromáticas (también lo son las ramas y ramitas verdes), debido esencialmente a su más o menos alto contenido en cineol. Las inflorescencias son generalmente racemiformes con flores siempre hermafroditas, pedunculadas y con dos bracteolas usualmente opuestas, de cáliz bilabiado acrescente y persistente en la fructificación y con la corola bilabiada, el labio superior escotado o bífido y el inferior con tres lóbulos. El androceo está constituido por cuatro estambres fértiles didínamos de anteras introrsas bitecadas y con conectivo con o sin uno o dos apéndices basales, o dos estambres fértiles y dos estaminodios (en las dos especies del antiguo género Wrixonia, ahora sinónimo de Prostanthera), mientras el gineceo, con ovario tetra-lobulado, tiene un estilo de estigma cortamente bífido e implantado entre los lóbulos del ovario. El fruto, seco e indehiscente, es un esquizocarpo de cuatro mericarpos (tetranúcula) uniloculares monospermos, habitualmente reticulados o rugosos, algo curvados e hinchados distalmente, separados, aunque también puede ser entero, encerrado en el cáliz persistente cuyo labio inferior se vuelve reflejo hacía esconder dicho fruto.

## Distribución y hábitat
Es un estricto endemismo de Australia –sobre todo occidental, meridional y central– incluida la isla de Tasmania. Desde bosques lluviosos o esclerófilos hasta zonas francamente semiáridas e incluso desérticas. Solo en el Estado de Nueva Gales del Sur, alrededor de una quinta parte de sus especies están amenazadas de extinción.
Ciertas especies particularmente vistosas se cultivan como ornamentales en diversas regiones del mundo, a título privado o en Jardines Botánicos públicos. Las semillas de dichas especies están en venta libre, incluso por internet.

## Ecología
Las especies de Prostanthera la utilizan como alimento las larvas de las polillas del género Aenetus (familia Hepialidae), incluyendo Aenetus eximía y Aenetus ligniveren.

## Usos
Se cultivan como plantas ornamentales, como especia y por los perfumados aceites esenciales, que, en ciertas especies -por ejemplo Prostanthera centralis, de los desiertos de Australia central- han demostrado una acción antimicrobiana de moderada a alta frente a Staphylococcus aureus, Staphylococcus epidermidis, Bacillus subtilis y el hongo Candida albicans, que, aliado a una agradable fragancia, podría tener utilidad como tratamiento tópico de infecciones por estos orgamismos. Aunque faltan pruebas fehacientes, se sospecha que los aborígenes australianos pre-británicos sabían de estas propiedades anti-infecciosas y se las aplicaban.

## Taxonomía
El género fue descrito por Jacques Julien Houtton de La Billardière y publicado en Novae Holl. Pl. Spec., vol. 2, p. 18 en 1806. La especie tipo es: Prostanthera lasianthos Labill., 1806.  
Etimología
- Prostanthera: nombre genérico que deriva del griego προσταη, apéndice y αντερα, antera, pues el conectivo de las anteras de muchas de sus especies tienen una protuberancia apendicular en forma de espolón.[6][10]

## Subdivisiones supraespecíficas

### Subdivisiones

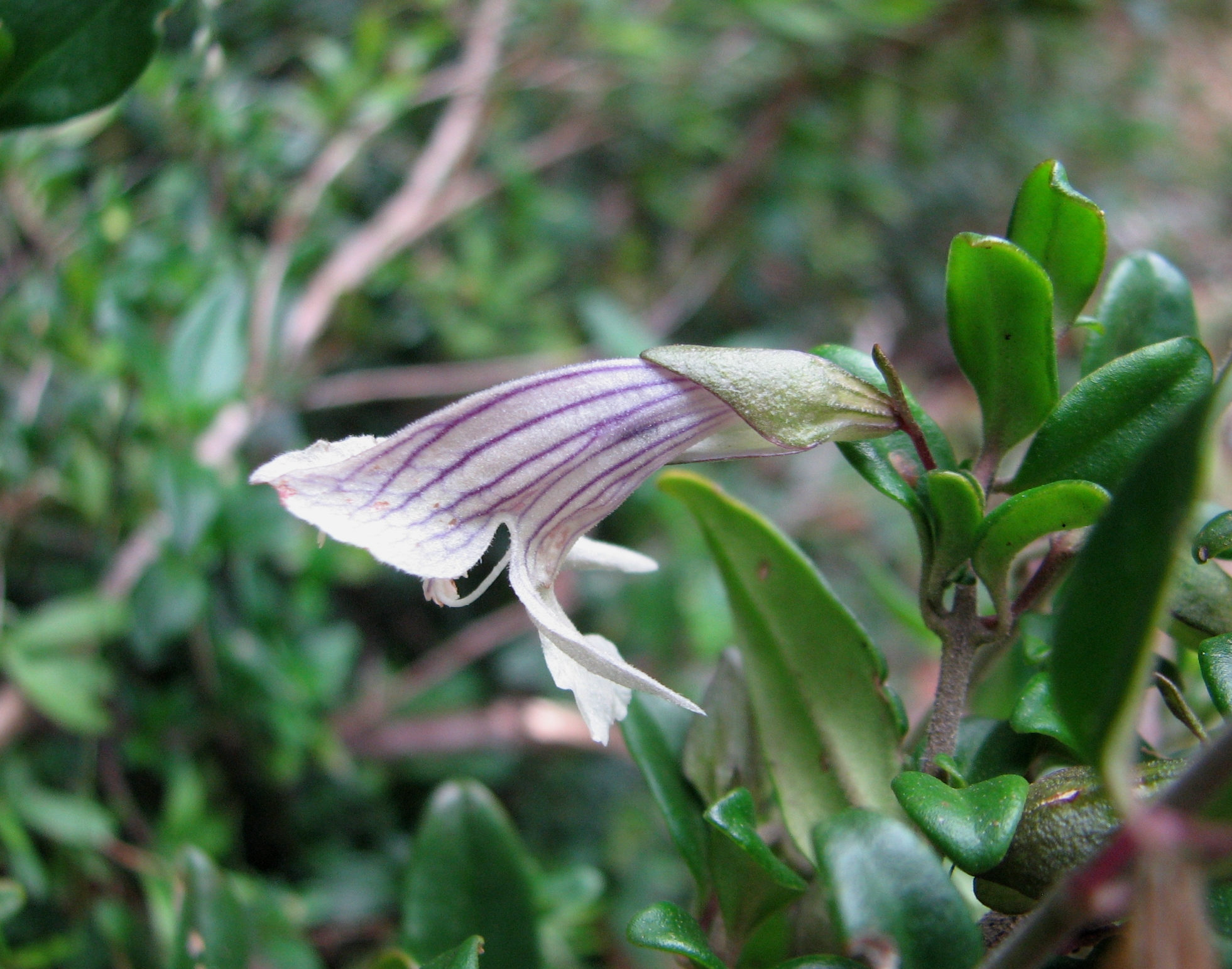
Un ejemplo de P. sect. klanderia: Prostanthera walteri

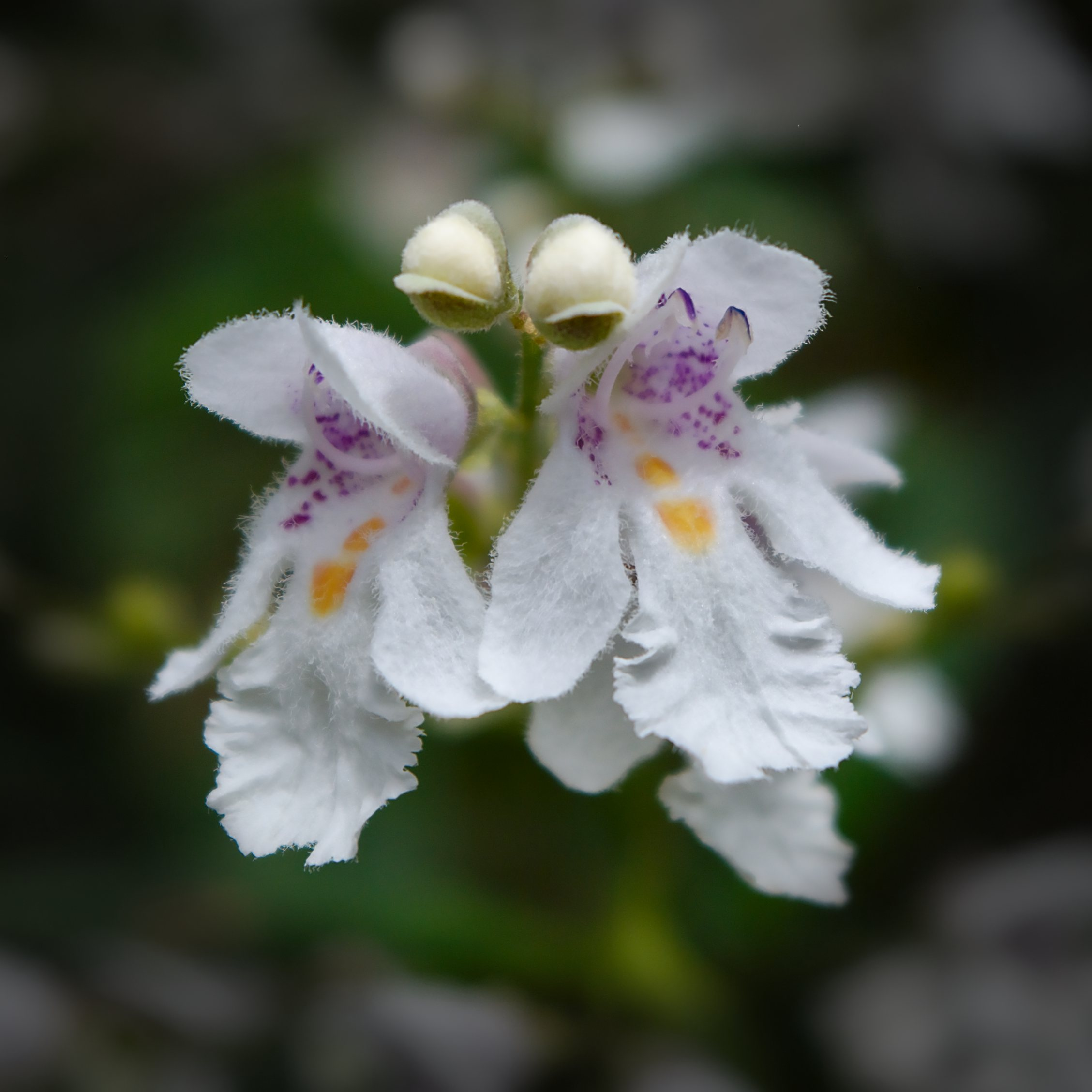
Un ejemplo de P. sect. Prostanthera: Prostanthera lasianthos, especie tipo del género

La subdivisión del género ha sido muy discutida, pero parece que actualmente hay un consenso sobre su separación en 2 secciones:
- Prostanthera sect. Klanderia:

15 especies (P. aspalathoides, P. calycina, P. chlorantha, P. florifera, P. grylloana, P. incurvata, P. laricoides, P. monticola, P. patens, P. pedicellata, P. porcata, P. ringens, P. semiteres, P. serpyllifolia, P. walteri). Esta sección está representada en toda Australia, excepto el Territorio del Norte, y está ausente de Tasmania.
- Prostanthera sect. Prostanthera:

Las restantes especies (unas 80), aunque esta sección necesita una profunda revisión.

### Caracteres de diferenciación
- P. sect. Klanderia : Cáliz con los 2 labios más o menos iguales ; tubo de la corola largo, de ensanchamiento gradual hacia el ápice y con el labio inferior ligeramente recurvado hasta reflejo y el superior extendido hacia fuera, eventualmente de ápice recurvado . Fruto esquizocárpico de cuatro mericarpos no rodeado por los lóbulos del cáliz. La polinización es ornitofile.

- P. sect. Prostanthera: Cáliz estriado con los dos labios de longitud desigual, con el superior usualmente recurvado; tubo de la corola corto, de ensanchamiento distal, con el labio inferior más largo y amplio que el superior que es erecto. Fruto esquizocárpico de cuatro mericarpos rodeado por el lóbulo inferior del cáliz doblado hacia arriba. La polinización es entomofile.

## Especies
Especies descritas en esta Wiki
- Prostanthera sect. Prostanthera:
  - Prostanthera askania B.J.Conn

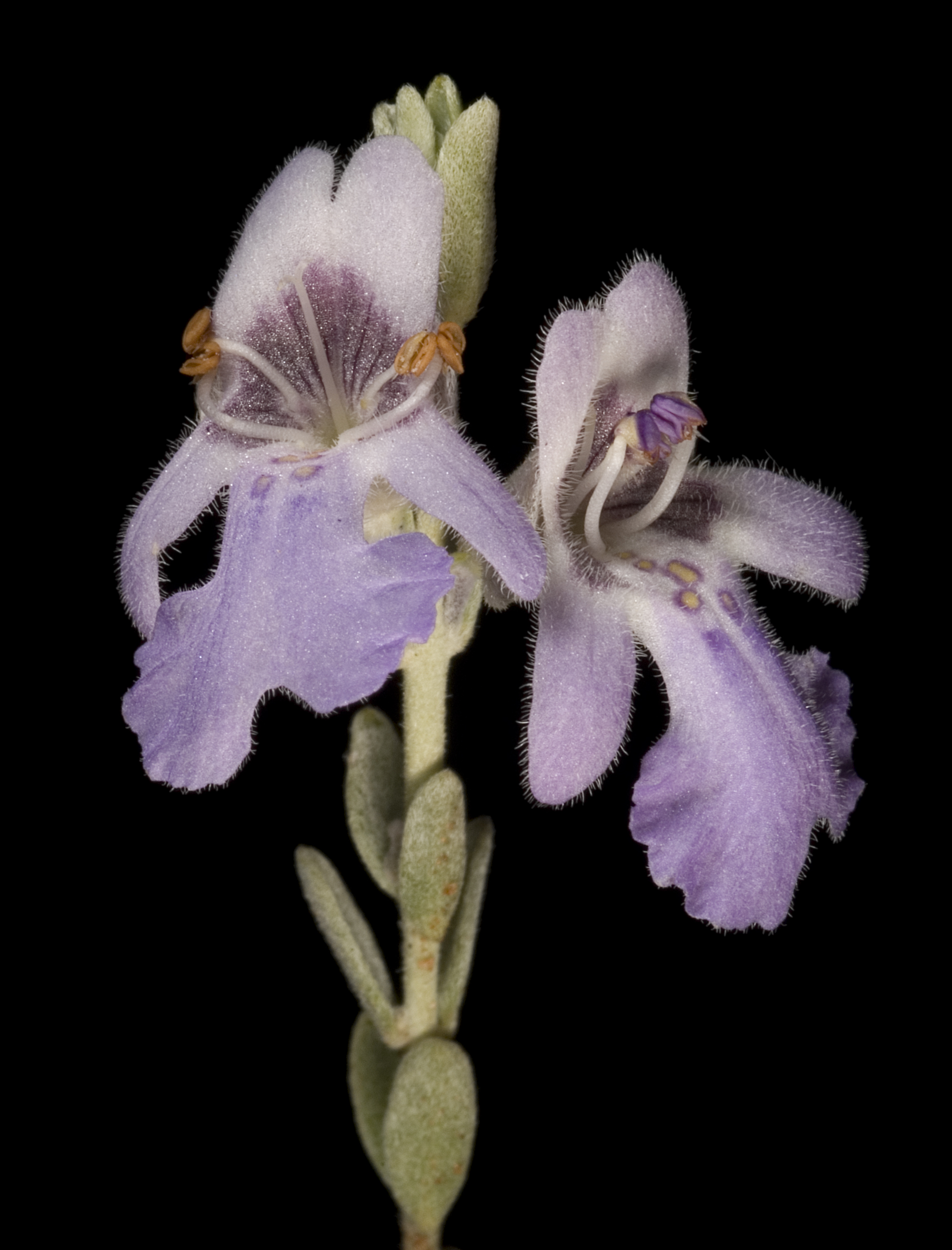
Otro ejemplo: Prostanthera wilkieana

  - Prostanthera cryptandroides A.Cunn. ex Benth.
  - Prostanthera cuneata Benth.
  - Prostanthera incisa R.Br.
  - Prostanthera lasianthos Labill.
  - Prostanthera ovalifolia R.Br.
- Prostanthera sect. Klanderia:
  - Prostanthera walteri F.Muell.

Híbridos y cultivaresHay hibridación natural entre unas cuantas especies y numerosas de ellas son capaces de hibridarse también cuando se cultivan; sin contar con los múltiples cultivares que desarrollaron los jardineros, por ejemplo de especies muy vistosas como P. magnifica, P. cuneata, P. monticola, P. ovalifolia, ...